# Копрін
Копрін (N-(1-гідроксициклопропіл)-L-глутамін) — органічна речовина, похідна амінокислоти глутаміну, що міститься в плодових тілах видів грибів родів Coprinopsis і Ampulloclitocybe. При вживанні цих грибів разом з алкоголем спостерігається сильне отруєння.
Відкрито в 1975 році незалежно американцями Хетфілдом і Шаумбергом і шведами Ліндеберга і Вікбергом. Достовірно виявлений в плодових тілах всього шести видів грибів: Гнойовик чорнильний Coprinopsis atramentaria (космополіт), Coprinopsis insignis (Північна Америка і Європа), Coprinopsis erethistes (Північна Америка), Coprinopsis variegata (Північна Америка), Imperator torosus (Європа) і Rubroboletus pulcherrimus (Північна Америка).

## Симптоми отруєння
Першим симптомом отруєння є підвищення артеріального тиску. Можливі почервоніння обличчя та верхньої частини тіла, почастішання серцебиття аж до 140 ударів в хвилину, болі в серці, почастішання дихання. Через 15 хвилин артеріальний тиск знижується, людина відчуває запаморочення і слабкість. Отруєння зазвичай супроводжуються блювотою, зрідка — втратою свідомості.

## Галерея грибів

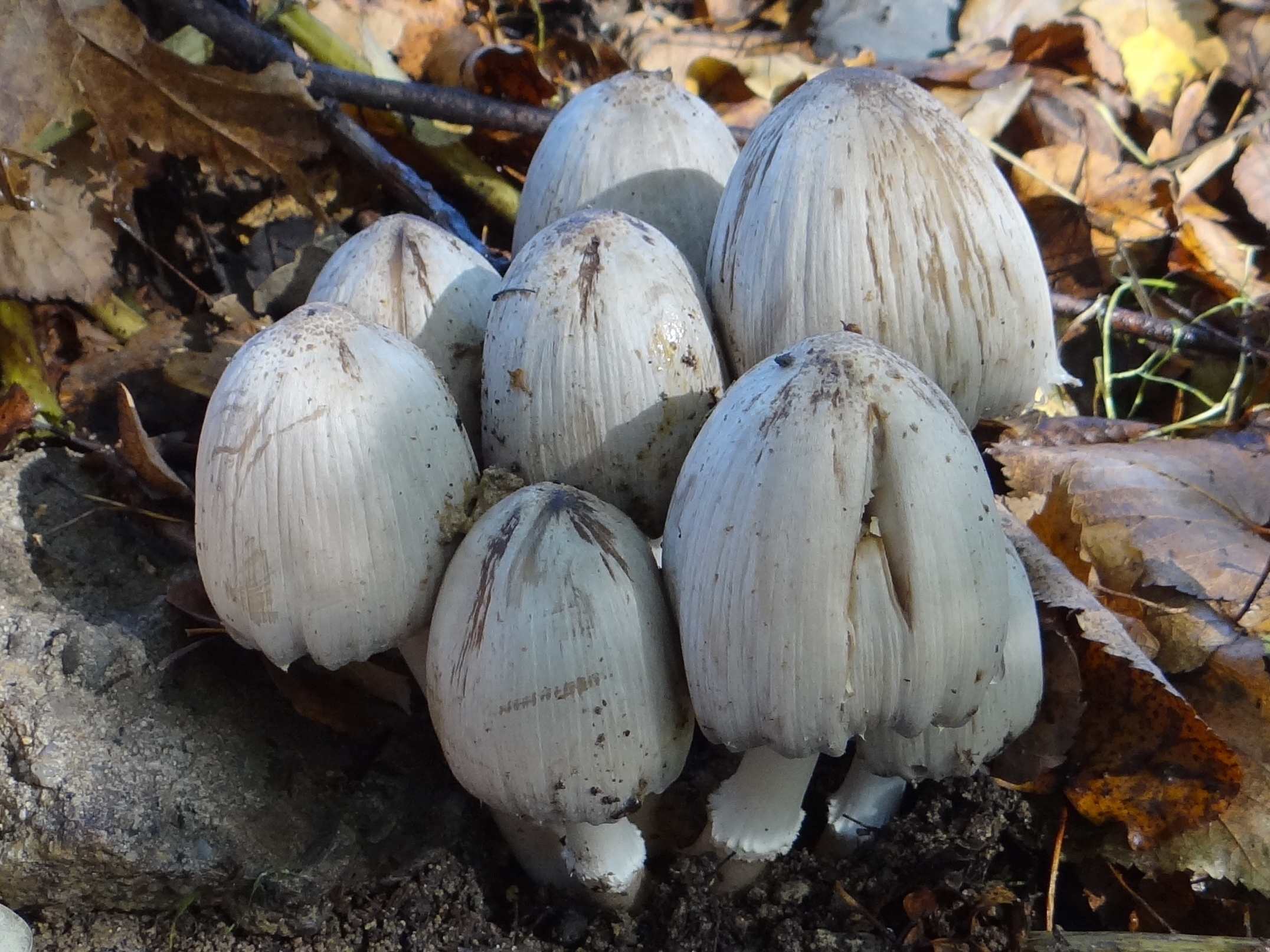
Гнойовик чорнильний
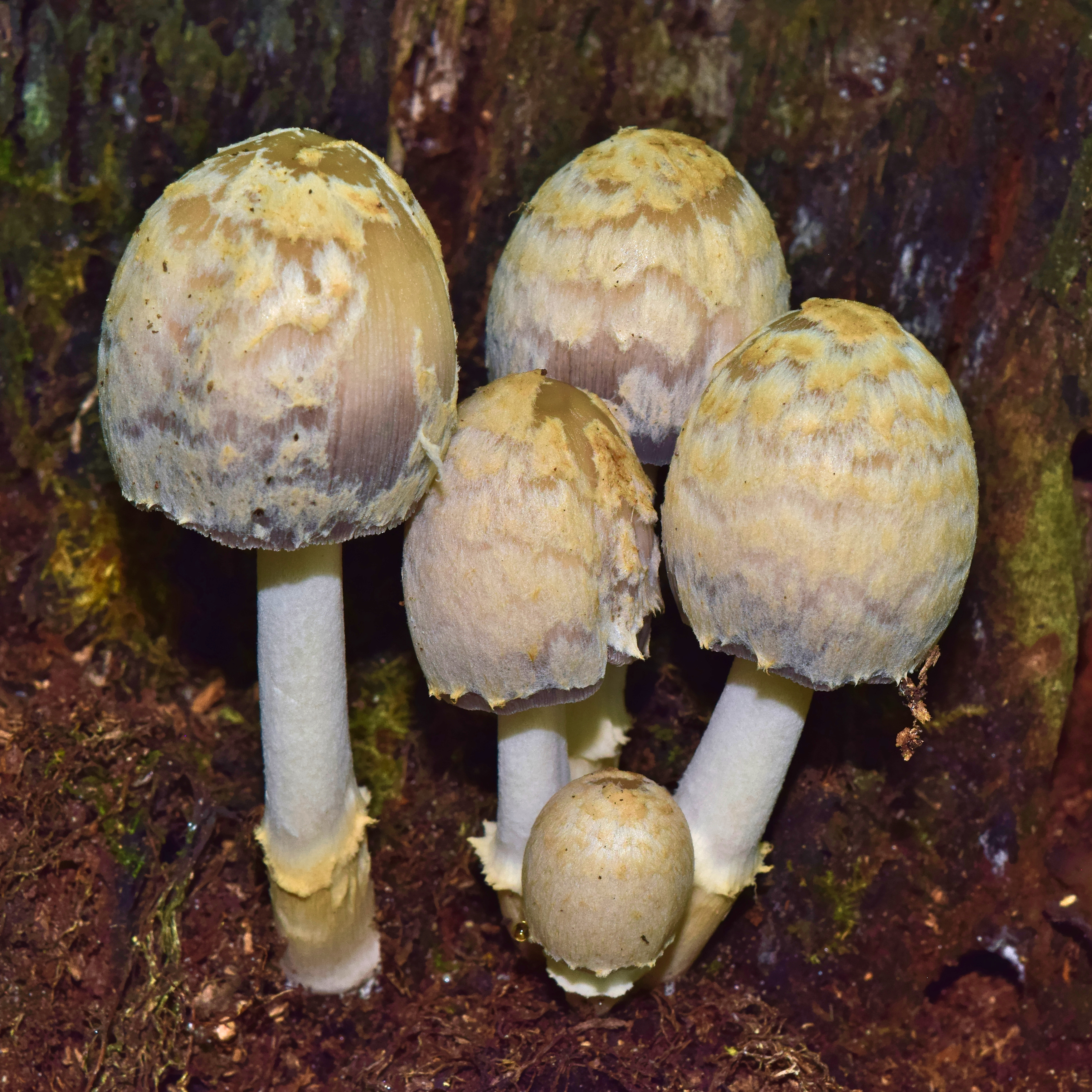
Coprinopsis variegata
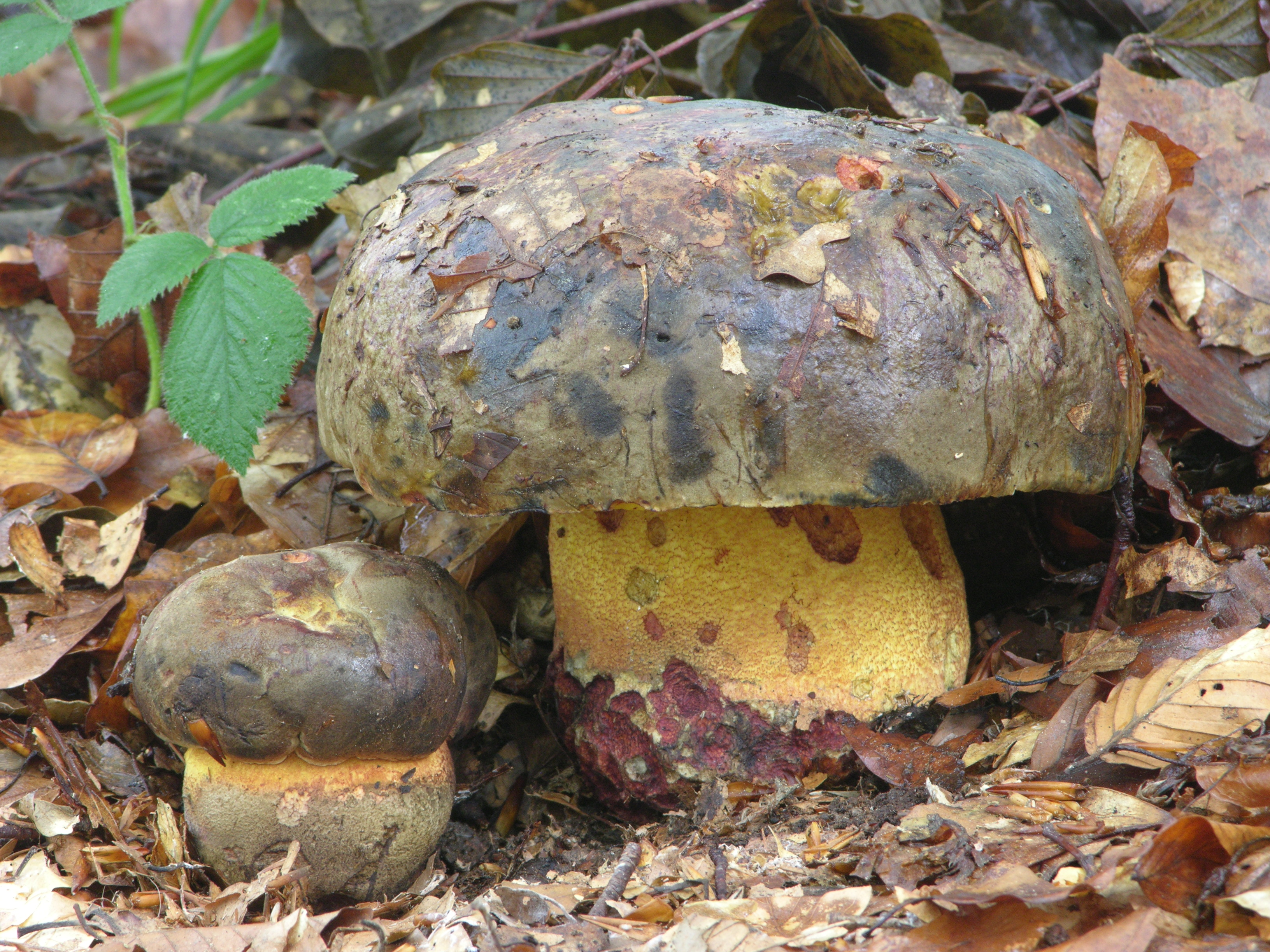
Imperator torosus